# Noturus gilberti
Noturus gilberti är en fiskart som beskrevs av Jordan och Evermann, 1889. Noturus gilberti ingår i släktet Noturus och familjen Ictaluridae. IUCN kategoriserar arten globalt som sårbar. Inga underarter finns listade i Catalogue of Life.